# Věra Provazníková
Věra Provazníková (17. ledna 1947 Praha – 5. ledna 2023) byla česká básnířka, spisovatelka a výtvarnice.

## Životopis
Narodila se v Praze. Ještě velmi mladá se sblížila s Vladimírem Holanem a Bohuslavem Reynkem. Nezastírala, že tato setkání byla osudová. Židovské město, staroměstské, malostranské uličky byly další nedílnou součástí jejího zázemí.
Ve své tvorbě se domáhala vlastního poetického vidění světa, a to nejen netradičním slovem, ale i ve výtvarném, méně známém projevu. Koláže a obrazy vystavovala v galerii V podkroví v Praze, v galerii Efram v Mikulově aj. Její výtvarné dílo nebylo publikováno.

## Ocenění
- Ceny MK ČR za 4 loutkové hry, za Báseň pro Erika Kolára
- Cena Zlata Rakle, Plovdiv – za televizní pohádku O labuti
- Nejkrásnější kniha 1994 – Don Quijote Bohuslav Reynek
- V roce 1998 obdržela cenu Zlatá stuha